# Peltodytes edentulus
Peltodytes edentulus är en skalbaggsart som först beskrevs av Leconte 1863.  Peltodytes edentulus ingår i släktet Peltodytes och familjen vattentrampare. Inga underarter finns listade i Catalogue of Life.